# GameSpy
GameSpy était une division d'IGN Entertainment, un réseau de site web de jeu. IGN fournit des services en ligne concernant les jeux vidéo et les logiciels en rapport avec le jeu vidéo. 

## Historique
GameSpy existait depuis 1996 et la création du service en ligne QSpy destiné à la recherche de serveurs de jeu Quake. Le dernier siège social était à Costa Mesa en Californie, et l'entreprise était contrôlée par News Corporation jusqu'à la vente du réseau de IGN à Ziff Davis en 2000. En 2014, les services de GameSpy ont été utilisés par plus de 800 éditeurs et développeurs de jeux vidéo depuis son lancement.
Le 21 février 2013, le groupe Ziff Davis a annoncé la fermeture de GameSpy. Le motif évoqué était le renforcement du groupe autour du site IGN,. Elle a été suivie par l'annonce en avril 2014 de l'arrêt de la plate-forme de services de GameSpy le 31 mai 2014 (la fermeture des serveurs étant néanmoins effective fin juin).